# 謝齊 (紐約州普查規定居民點)
謝齊（英語：Chazy）是位於美國紐約州克林頓縣的普查規定居民點。

## 人口
根據2020年美國人口普查的數據，謝齊的面積為4.44平方千米，當中陸地面積為4.39平方千米，而水域面積為0.05平方千米。當地共有人口548人，而人口密度為每平方千米123.42人。